# Telodeinopus chapini
Telodeinopus chapini är en mångfotingart som först beskrevs av Chamberlin 1927.  Telodeinopus chapini ingår i släktet Telodeinopus och familjen Spirostreptidae. Inga underarter finns listade i Catalogue of Life.